# Chacun son cinéma
Chacun son cinéma : une déclaration d'amour au grand écran és una pel·lícula francesa antològica de comèdia dramàtica del 2007 encarregada per al 60è aniversari del Festival Internacional de Cinema de Canes. La pel·lícula és una col·lecció de 34 curtmetratges, cadascun de 3 minuts de durada, de 36 directors aclamats. En representació dels cinc continents i 25 països, els cineastes van ser convidats a expressar "el seu estat d'ànim del moment inspirat en el cinema".
El subtítol de la pel·lícula diu "una declaració d'amor a la gran pantalla". Molts dels curtmetratges comparteixen temes similars, com ara l'homenatge al cinema d'art clàssic europeu, la mort de l'experiència cinematogràfica, els records de la meravella de la infància, el poder transportador del cinema i les activitats realitzades durant la projecció d'una pel·lícula, com ara parlar, robar, plorar i tenir sexe.

## Distribució

### Estrena
Chacun son cinéma es va estrenar al 60è Festival Internacional de Cinema de Canes el 20 de maig de 2007 i es va emetre la mateixa nit a França al Canal+. La contribució de David Lynch, Absurda, no estava llesta a temps i es va mostrar abans My Blueberry Nights de Wong Kar-wai a la nit d'obertura del festival.

### Estrena en DVD
Hi ha dues versions de DVD de la pel·lícula disponibles, ambdues Regió 2: una publicada per StudioCanal el 25 de maig de 2007, l'altra llançada per Pyramide Distribution el 31 d'octubre de 2007. World Cinema de Joel i Ethan Coen no va ser inclosa al DVD de StudioCanal 'ni al llançat per Pyramide Distribution el 31 d'octubre de 2007. Absurda de David Lynch tampoc és prsent present al DVD de StudioCanal.

## Curtmetratges
- Raymond Depardon – Cinéma d'été : una petita multitud assisteix a una sala de cinema improvisada.
- Takeshi Kitano - One Fine Day: un senyor gran tracta amb un projeccionista incompetent (Kitano).
- Theo Angelopoulos – Trois minutes: una dona (Jeanne Moreau) confessa el seu amor a un company de cinema que no li correspon.
- Andrei Konchalovsky - Dans le noir: una anciana propietària d'un cinema (Ela Sanko) intenta veure 8½, mentre un joves bojos pel sexe ho fan darrere d'ella.
- Nanni Moretti – Diario di uno spettatore: el mateix Moretti explica records de pel·lícules molt apreciats.
- Hou Hsiao-hsien - The Electric Princess Picture House: una família de la dècada de 1940 a Taiwan va a veure una pel·lícula en un teatre sobtadament abandonat o decrèpit de sobte.
- Jean-Pierre i Luc Dardenne – Dans l'obscurité: un carterista en una projecció d' A l'atzar, Baltasar es connecta accidentalment amb un membre del públic (Émilie Dequenne).
- Joel i Ethan Coen – World Cinema: un vaquer semblant a Llewellyn Moss (Josh Brolin) decideix entre pel·lícules d'art al Teatre Aero.
- Alejandro González Iñárritu – Anna: una dona cega (Luisa Williams) s'emociona profundament escoltant com el seu xicot interpreta el final de Le Mépris.
- Zhang Yimou - En regardant le film: un nen està encantat per l'arribada d'una pel·lícula itinerant al seu poble.
- Amos Gitai – Le Dibbuk de Haifa: les sales de cinema de la Polònia dels anys 30 i l'actual Israel són atacades.
- Jane Campion – The Lady Bug: una conserge de teatre (Clayton Jacobson) lluita contra un juganer insecte de mida humana (Genevieve Lemon) .
- Atom Egoyan - Artaud Double Bill: els joves inútils estan més preocupats per enviar missatges de text entre ells que les pel·lícules que estan veient nominalment, La Passion de Jeanne d'Arc, Vivre Sa Vie, i un porno.
- Aki Kaurismäki – La Fonderie: els treballadors de la fàbrica a l'hora de dinar s'asseuen per gaudir d'una pel·lícula muda de Lumière de treballadors a l'hora de dinar.
- Olivier Assayas – Recrudescence: un lladre amb una relació ambigua amb una dona jove (Deniz Gamze Ergüven) li roba la bossa durant una projecció.
- Youssef Chahine - 47 ans après: el jove Chahine (Karim Kassem) i la seva actriu principal (Yosra El Lozy) es compensen pel fracàs crític de la seva pel·lícula a Cannes.
- Tsai Ming-liang – It's a Dream: un home (Lee Kang-sheng) recorda la vinculació amb la seva família i el petit públic en un teatre de Kuala Lumpur.
- Lars von Trier – Occupations: Von Trier s'encarna a si mateix, agredint violentament a un home de negocis en veu alta (Jacques Frantz) a l'estrena de Manderlay.
- Raoul Ruiz – Le Don: un cec (Michael Lonsdale) li explica a la seva neboda l'època en què va projectar Casablanca a un poble rural.
- Claude Lelouch – Cinéma de boulevard: una memòria de com la pel·lícula Barret de copa va afectar la família del director al llarg dels anys. .
- Gus Van Sant – First Kiss: Un jove projeccionista s'enamora d'una noia en una pel·lícula.
- Roman Polanski – Cinéma érotique: una parella de mitjana edat que veu Emmanuelle es veu molesta per un aparent masturbador.
- Michael Cimino – No Translation Needed: un odiós propietari d'un teatre i cineasta aficionat (Cimino) fa un vídeo musical per a una banda cubana.
- David Cronenberg – At the Suicide of the Last Jew in the World in the Last Cinema in the World: en un futur distòpic, l'horrible acte del personatge principal (Cronenberg) i les seves implicacions socials són objecte d'una obsessió mediàtica suau.
- Wong Kar-wai – I Travelled 9000 km to Give It to You: un jove menjant fruita (Fan Chih Wei) pensa en la seva amant.
- Abbas Kiarostami – Where Is My Romeo?: diverses dones iranianes, incloses Golshifteh Farahani, Hamideh Kheirabadi i Pegah Ahangarani, miren Romeu i Julieta i ploren. Aquest curt és similar a la pel·lícula de Kiarostami Shirin de 2008.
- Bille August – The Last Dating Show: un home (Frank Hvam) que tradueix una pel·lícula danesa per la seva cita que no el parla (Anne-Marie Curry) s'enfronta amb membres agressius del públic.
- Elia Suleiman – Irtebak: un director palestí (Suleiman) es troba incòmode en un festival de cinema.
- Manoel de Oliveira – Rencontre unique: Es projecta una pel·lícula muda que representa una trobada entre Nikita Khruixov (Michel Piccoli) i Joan XXIII (Duarte d'Almeida).
- Walter Salles – À 8 944 km de Cannes: davant d'una carpa de Les Quatre Cents Coups, dos cantants brasilers intercanvien cançons sobre la visita al Festival de Canes.
- Wim Wenders – War in Peace: els habitants d'un poble del Congo veuen i discuteixen Black Hawk abatut.
- Chen Kaige – Zhanxiou Village: els nens petits munten un projector per veure una pel·lícula de Charlie Chaplin, només per ser espantats per un adult entrometidor.
- Ken Loach - Happy Ending: un pare (Bradley Walsh) i un fill discuteixen sobre les projeccions en un multiplex, i finalment decideixen anar a veure futbol.
- David Lynch – Absurda: un sinistre projeccionista mostra a un grup d'adolescents una visió de malson d'un assassinat. Mentre roda la pel·lícula, els adolescents semblen estar obligats a cometre'l.